# Subgrupo Río Neuquén
El Subgrupo Río Neuquén es un subgrupo geológico de la Cuenca Neuquina, en la Provincia del Neuquén, Provincia de Mendoza y Provincia de Río Negro, Argentina, cuyas capas datan del Cretácico Tardío. El subgrupo, anteriormente definido como una formación, constituye la unidad media del Grupo Neuquén y contiene a las formaciones Plottier, Sierra Barrosa, Los Bastos, y Portezuelo. El subgrupo suprayace al Subgrupo Río Limay y es sobreyacido por el Subgrupo Río Colorado. Se han recuperado restos fósiles de dinosaurios en sus formaciones.

## Contenido fósil
| Dinosaurios    | Dinosaurios      | Dinosaurios  | Dinosaurios             | Dinosaurios                                | Dinosaurios                                                                                                 | Dinosaurios |
| Género         | Especie          | Localización | Posición estratigráfica | Material                                   | Notas | Imágenes    |
| -------------- | ---------------- | ------------ | ----------------------- | ------------------------------------------ | --- | ----------- |
| Antarctosaurus | A. giganteus     |              |                         | "[Dos] fémures, pubis."                    | Restos del Río Neuquén previamente atribuidos a A. giganteus ahora se asignan a un saurópodo indeterminado. |             |
| Antarctosaurus | A. wichmannianus |              |                         |                                            | |             |
| Megaraptor     | M. namunhuaiquii |              |                         | "Extremidad anterior parcial, mano y pie." | |             |
| Patagonykus    | P. puertai       |              |                         | "Esqueleto postcraneal parcial."           | |             |
| Rinconsaurus   | R. caudamirus    |              |                         |                                            | |             |
| Titanosaurus   | Indeterminado    |              |                         |                                            | Titanosaurus es considerado actualmente un nomen dubium.Plantilla:Referencias necesarias                    |             |
| Unenlagia      | U. comahuensis   |              |                         | "Postcraneales fragmentarios."             | |             |